# Myrthios
Myrthios (griechisch Μύρθιος [ˈmirθjɔs] (f. sg.)) ist ein Bergdorf nahe der Südküste der griechischen Mittelmeerinsel Kreta. Myrthios ist eine Ortsgemeinschaft im Gemeindebezirk Finikas der Gemeinde Agios Vasilios. Die Gemeinde gehört zum Regionalbezirk Rethymno.
Zu Myrthios gehören weiterhin die Orte und Fluren Kalypso (Καλυψώ), Kambos (Κάμπος), Kokkina Chorafia (Κόκκινα Χωράφια), Finix (Φοίνιξ) sowie der östliche Teil von Plakias (Μυρθιανός Πλακιάς). Der gesamte Ort Myrthios hat 488, das Dorf selbst 203 Einwohner (laut der Volkszählung von 2011).

## Beschreibung
Der Name des Ortes ist abgeleitet von dem des Myrtenstrauchs (Μυρτιά) bzw. dessen Beere (Μύρτο). Schon im Jahr 1577 wird das Dorf in einer Volkszählung erwähnt. Teile der noch bestehenden Bausubstanz sind über 200 Jahre alt, viele Gebäude im höheren Dorfteil sind allerdings verfallen, da sich die Lebensaktivität der Einwohner immer mehr an die Durchgangsstraße nach Plakias verlegt hat. Dort befinden sich heute einige Tavernen, Geschäfte und Pensionen, die im Sommer aufgrund der schönen Lage über der nahen Meeresbucht hoch frequentiert sind.
Haupt-Lebenserwerb der wenigen Einwohner außerhalb des Tourismus ist der Olivenanbau, bis in die 80er Jahre spielte auch noch die Verarbeitung der Früchte des Johannisbrotbaumes eine Rolle. Noch immer sind die Johannisbrotbäume nach den Oliven die häufigsten Laubbäume in der Umgebung.
Ein Großteil der alten Bausubstanz wird von sogenannten Kamara-Häusern gebildet. Dieser Haustyp aus Naturstein ist typisch für die Gegend und das benachbarte Sfakia. Auffallendstes Merkmal ist ein mittig im Haus angebrachter Längsbogen aus Stein, welcher die Dachbalken stützt, bzw. die Verwendung von kürzeren Hölzern ermöglicht. Durch verschachtelte An- und Überbauung sind die ursprünglichen Häuser oft nur noch von innen als Kamara-Haus zu identifizieren. Im oberen Teil von Myrthios ist die Ruine eines ungewöhnlich großen zweistöckigen Kamara-Hauses zu finden.
Für das Jahr 2005 wurde Myrthios von der Präfektur Rethymno eine Auszeichnung als „eines der saubersten Dörfer des Jahres“ verliehen, wobei sowohl ästhetische als auch ökologische Aspekte Berücksichtigung fanden.

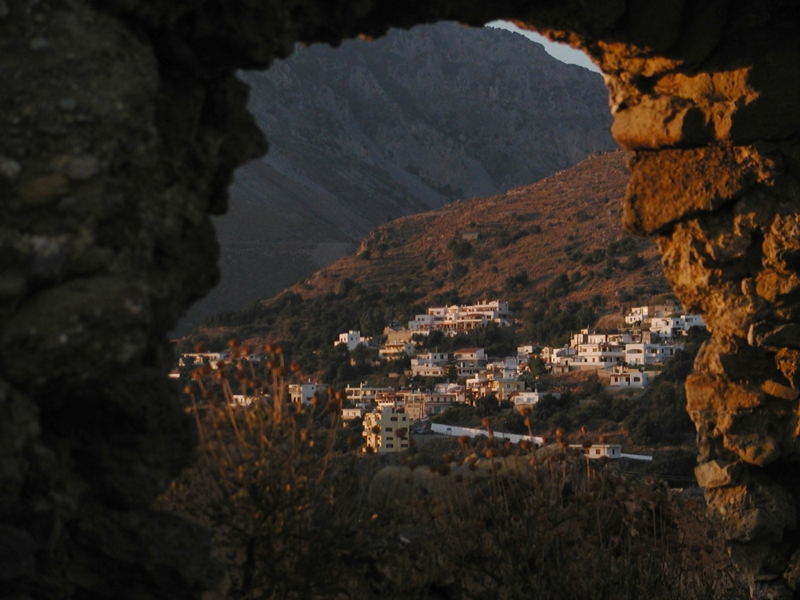
Myrthios vor der Kotsifou-Schlucht
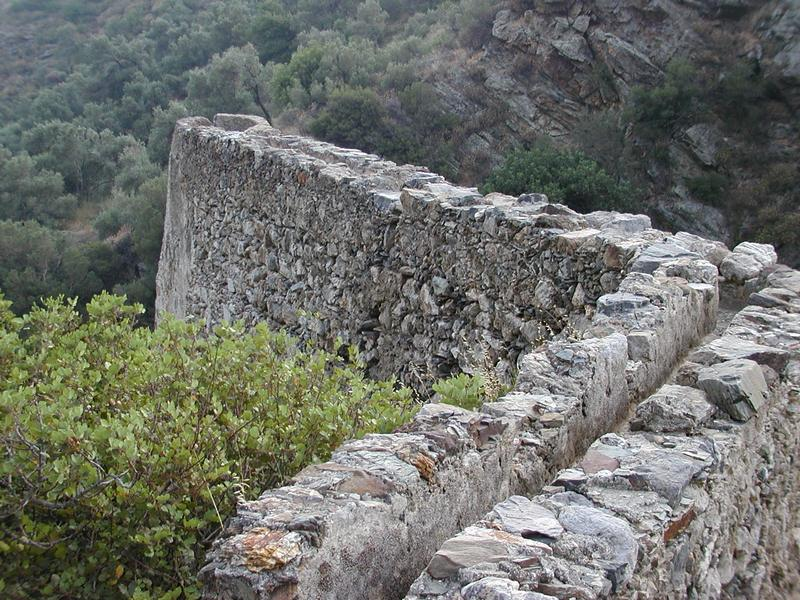
Zulauf zum Fallrohr der Wassermühle unterhalb Myrthios
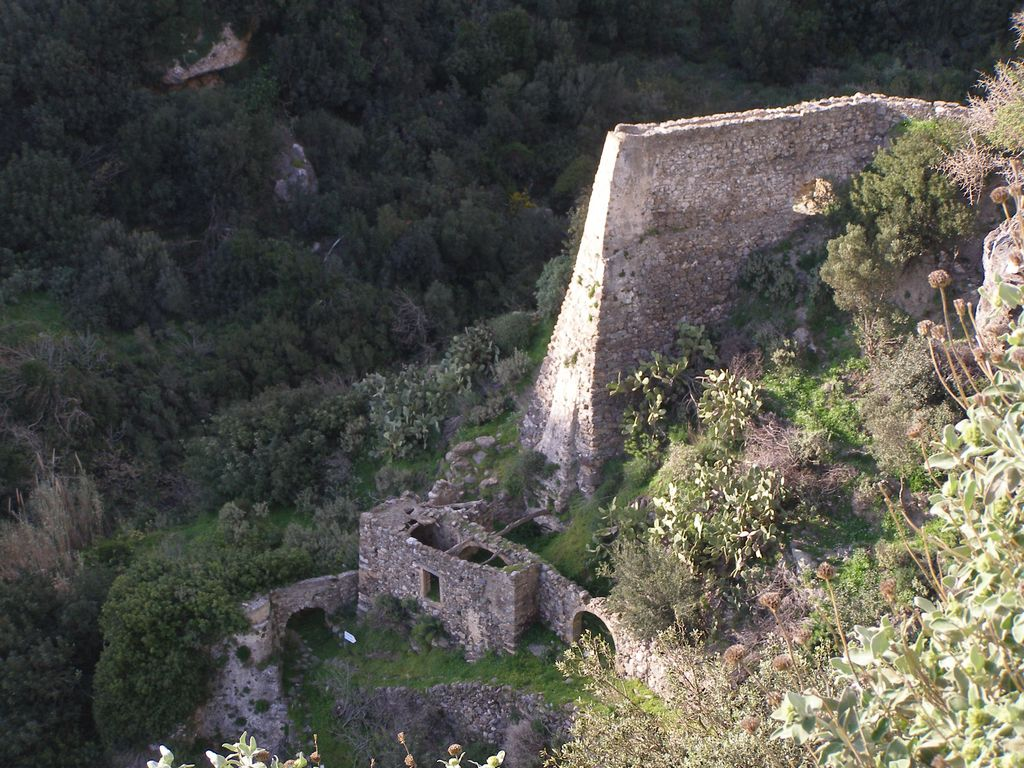
Mühle mit horizontalem Wasserrad am Fuß des Fallrohres
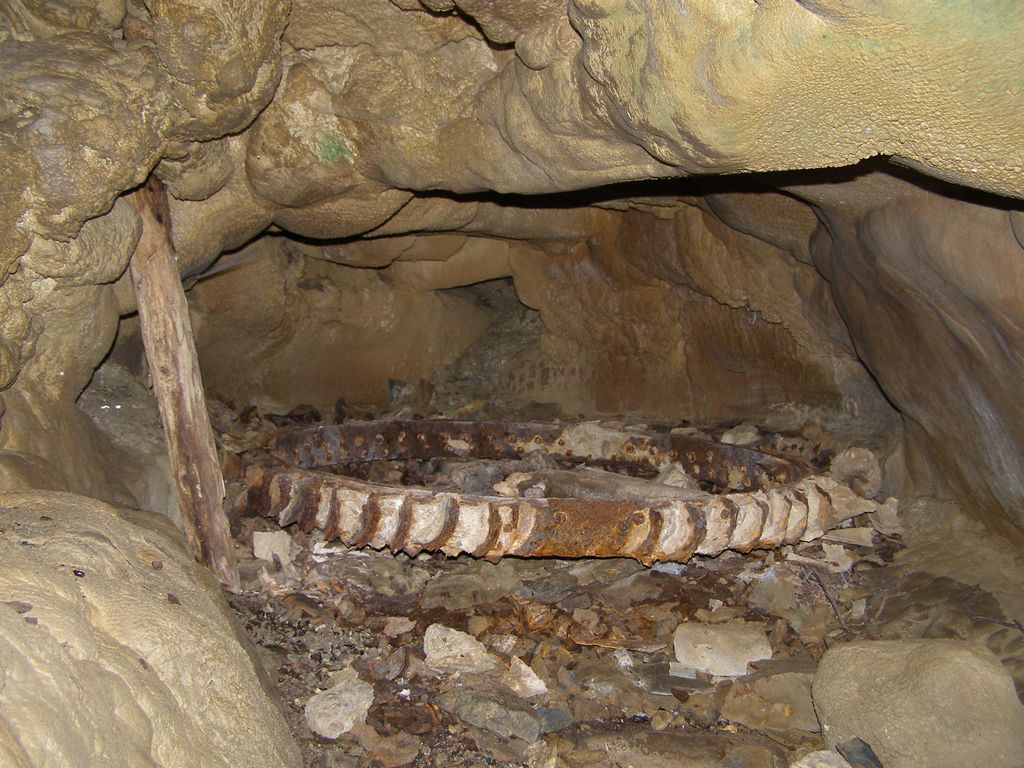
Reste des Wasserrades der Mühle

## Wassermühle von Myrthios
Sehenswert ist die unterhalb des Dorfes gelegene Horizontalrad-Wassermühle. Sie arbeitete nicht mit dem gewohnten Mühlrad mit horizontaler Achse, sondern mit einem liegenden Wasserrad (also mit vertikaler Achse). Eine Umlenkung zum ebenfalls waagerechten Mühlstein war somit nicht erforderlich.
Das Wasser eines den Abhang hinunter fließenden Baches wurde über einen ins Tal ragenden Aquädukt zu einem gemauerten schornsteinartigen Fallrohr geleitet, an dessen ca. 12 Meter tiefer gelegenem unteren Ende es durch einen seitlichen Auslass auf das waagerechte Schaufelrad gelenkt wurde. Diese Konstruktionsform kann als Vorgänger der Pelton-Turbine angesehen werden.
Mühlen dieser Bauart sind auch aus anderen Gegenden des Mittelmeerraumes bekannt; sie eignen sich besonders gut für Gewässer mit geringer oder stark wechselnder Wassermenge. Laut Rackham & Moody sind auf Kreta einige hundert dieser Mühlen kartiert, eventuell hat es insgesamt über tausend gegeben.
In der näheren Umgebung von Myrthios befinden sich die Reste einiger weiterer Mühlen, keine ist jedoch so gut erhalten wie die direkt unterhalb des Dorfes. Sogar die Reste des eisernen Wasserrades finden sich noch in einer Felsnische unterhalb des Fallrohres. Nach Angaben von Einheimischen war die Weizenmühle noch bis Mitte der 1960er Jahre in Betrieb.

## Söhne und Töchter
Georgios N. Chatzidakis (Γεώργιος Ν. Χατζιδάκης, 1848–1941), ein bekannter griechischer Sprachwissenschaftler, der im 19. und frühen 20. Jahrhundert im Griechischen Sprachstreit Position für die Katharevousa als Staatssprache bezog, ist in Myrthios geboren.